# Otto Binswanger
Otto Ludwig Binswanger (14. října 1852 – 15. července 1929 Kreuzlingen) byl švýcarský psychiatr a neurolog, který pocházel ze slavné rodiny lékařů.

## Životopis
Narodil se 14. října v roce 1852. Medicínu vystudoval v Heidelbergu, Štrasburku a Curychu. Od roku 1877 pracoval pod vedením Ludwiga Meyera na psychiatrické klinice na univerzitě v Göttingenu. Později působil v patologickém ústavu ve Vratislavi. V roce 1880 byl pracoval jako lékař pod vedením Karla Friedricha Otto Westphala na psychiatrické a neurologické klinice v nemocnici Charité v Berlíně.
Od roku 1882 do roku 1919 byl profesorem a ředitelem psychologie na univerzitě v Jeně. Zde spolupracoval s několika mladými neurology, mezi něž patřili Theodor Ziehen, Oskar Vogt, Korbinian Brodmann a Hans Berger. V roce 1911 dosáhl na univerzitě titulu rektora.
Během života napsal více než 100 odborných knih. Pojednávaly zejména o epilepsii, neurastenii a hysterii.
V roce 1894 popsal onemocnění, které nazval „encephalitis subcorticalis chronica progressiva“. Později dostalo název „Binswangerova choroba“. Toto onemocnění je definováno jako subkortikální demence charakterizovaná ztrátou paměti a intelektuálních schopností. Onemocnění postihlo například německého filozofa Friedricha Nietzsche, spisovatele Hanse Falladu a politika Johannese Roberta Bechera.
Zemřel 15. července 1928 v švýcarském městě Kreuzlingen.